# Melchior Wathelet junior

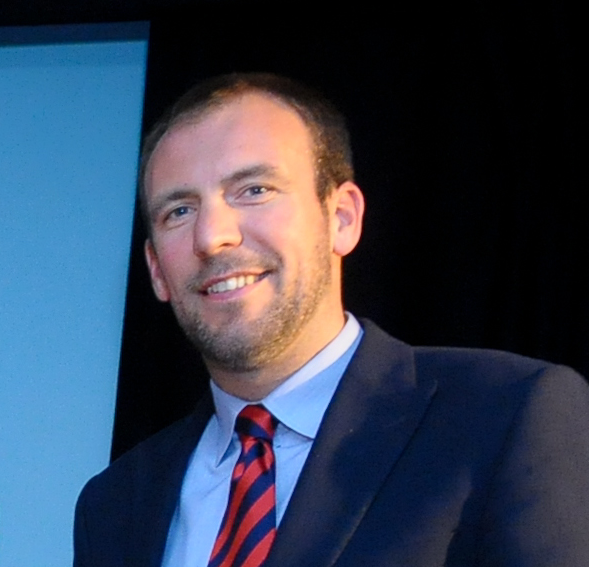
Melchior Wathelet (Januar 2014)

Melchior Wathelet oder Melchior Wathelet junior (* 30. September 1977 in Verviers) ist ein belgischer Politiker der Centre Démocrate Humaniste (cdH). Er war seit 2003 föderaler Abgeordneter, legte allerdings im Jahr 2015 seine politischen Mandate nieder und wechselte in die Privatwirtschaft. In der föderalen Regierung Di Rupo bekleidete Wathelet zuletzt im Jahr 2014 das Amt des Innenministers. Davor war er Staatssekretär für Umwelt, Energie, Mobilität und institutionelle Reformen. Wathelet war zudem als Kommunalpolitiker in Verviers aktiv.

## Leben
Melchior Wathelet junior (der selbst das junior in seinem Namen ablehnt) ist der Sohn von Melchior Wathelet senior, Politiker der PSC (heute cdH) und ehemaliger belgischer Justiz- und Verteidigungsminister, Ministerpräsident der Wallonischen Region und Richter am Europäischen Gerichtshof (EuGH). Der Vorname Melchior wird in der Familie Wathelet seit Generationen dem erstgeborenen Sohn gegeben. So trägt auch der erste Sohn von Melchior Wathelet Junior, das zweite von drei Kindern, diesen Vornamen.
Wathelet studierte Jura (Kandidatur an der Facultés universitaires Notre-Dame de la Paix (FUNDP) in Namur und Lizenz an der Université Catholique de Louvain (UCL) in Neu-Löwen) und absolvierte im Jahr 2001 ein Masterstudium in europäischem Recht an der University of Southampton. Im Jahr 2002 ließ er sich als Rechtsanwalt in seiner Heimatstadt Verviers eintragen.
Seinen politischen Einstieg erlebte Melchior Wathelet Junior im Jahr 2003, in dem er – auch dank seines bekannten Namens – in die föderale Abgeordnetenkammer gewählt wurde. Dort musste er eine Legislaturperiode lang mit dem cdH die Oppositionsbank drücken. Im Jahr 2004 konnte er sich zum Fraktionsvorsitzenden und zweiten Vize-Präsidenten des cdH hocharbeiten.
Als sich nach den Föderalwahlen von 2007 die Mehrheitsverhältnisse änderten und das cdH – nach einer langen Regierungskrise, während der Wathelet mit Joëlle Milquet für die cdH verhandelte – an der Regierung beteiligt wurde, erhielt er zunächst das Amt des föderalen Staatssekretärs für den Haushalt und die Familienpolitik in der Regierung Leterme I unter Premierminister Yves Leterme (CD&V), und in der Regierung unter Herman Van Rompuy (CD&V), nach einer Umbesetzung, auch die Zuständigkeiten für Migration, Asylpolitik und föderale kulturelle Einrichtungen. Diese Zuständigkeiten behielt er in der Nachfolgeregierung Leterme II. 2011 wurde er in der Regierung Di Rupo Staatssekretär für Umwelt, Energie, Mobilität und institutionelle Reformen.
Im Februar 2014 gelangte Wathelet in die Schlagzeilen, nachdem er einen Plan zur Verteilung der Flugrouten über Brüssel in Kraft setzte, der die vom Flughafen Brüssel-Zaventem startenden Flugzeuge vermehrt über das städtische dichter besiedelte Gebiet von Brüssel umleitete. Der „Plan Wathelet“ löste kurz vor den Föderalwahlen vom 25. Mai 2014 eine größere Kontroverse in der belgischen Politik aus. Selbst innerhalb der cdH sprach man von einem Fehler, der die Partei den Wahlsieg gekostet haben könnte.
Von Juli bis Oktober 2014 war Melchior Wathelet Vizepremier und Innenminister in der Föderalregierung unter Premierminister Elio Di Rupo (PS), nachdem Joëlle Milquet in die Regierung der Französischen Gemeinschaft gewechselt war. Das Amt des Staatssekretärs gab er an Catherine Fonck (cdH) ab.
Am 10. April 2015 kündigte Melchior Wathelet seinen sofortigen Rücktritt aus der Politik an. Er wechselte in die Privatwirtschaft, wo er den Posten des CEO im Unternehmen Xperthis annahm, das Informatiklösungen für den Gesundheitsbereich anbietet.
Auf lokaler Ebene war Melchior Wathelet seit 2006 im Gemeinderat von Verviers vertreten.

## Übersicht der politischen Ämter
- 2003–2015: Mitglied der föderalen Abgeordnetenkammer (teilweise verhindert)
- 2006–2015: Mitglied des Gemeinderates in Verviers
- 2007–2008: Föderaler Staatssekretär für den Haushalt und die Familienpolitik in der Regierung Leterme I
- 2008–2011: Föderaler Staatssekretär für den Haushalt und die Familienpolitik, später auch Migration, Asylpolitik und föderale kulturelle Einrichtungen in den Regierungen Van Rompuy und Leterme II
- 2011–2014: Föderaler Staatssekretär für Umwelt, Energie, Mobilität und institutionelle Reformen in der Regierung Di Rupo
- 2014: Vizepremierminister, Minister für Inneres und Chancengleichheit in der Regierung Di Rupo